# جينو كارلايل
جينو كارلايل (بالإنجليزية: Geno Carlisle)‏ مواليد 13 أغسطس 1976 في غراند رابيدز، هو لاعب كرة سلة أمريكي معتزل. بدأ مسيرته الاحترافية في سنة 1999. يبلغ طوله 6 قدم 3 بوصة (1.9 م). اعتزل اللعب في 2009.

## المسيرة الاحترافية
لعب مع بالاكانسترو فاريزي في الدوري الإيطالي في سنة 2001، ثم لعب مع سي بي إستوديانتس في الدوري الإسباني في سنة 2001، ثم لعب مع إس إس فليتشي سكاندون في الدوري الإيطالي في سنة 2002، ثم لعب مع نادي فيرارا لكرة السلة في سنة 2003.

## روابط خارجية
- جينو كارلايل على موقع إن بي أي (الإنجليزية)
- جينو كارلايل على موقع سبورتس رفرنس (الإنجليزية)
- جينو كارلايل على موقع الدوري الإسباني لكرة السلة (الإسبانية)
- جينو كارلايل على موقع كرة السلة الأوروبية.كوم (الإنجليزية)
- جينو كارلايل على موقع كلية كرة السلة في سبورتس رفرنس.كوم (الإنجليزية)
- جينو كارلايل على موقع ريلجم (الإنجليزية)
- جينو كارلايل على موقع بروبوليرز (الإنجليزية)
- جينو كارلايل على موقع سبورتس رفرنس (الإنجليزية)
- جينو كارلايل على موقع سبورتس رفرنس (الإنجليزية)